# Ford Edge

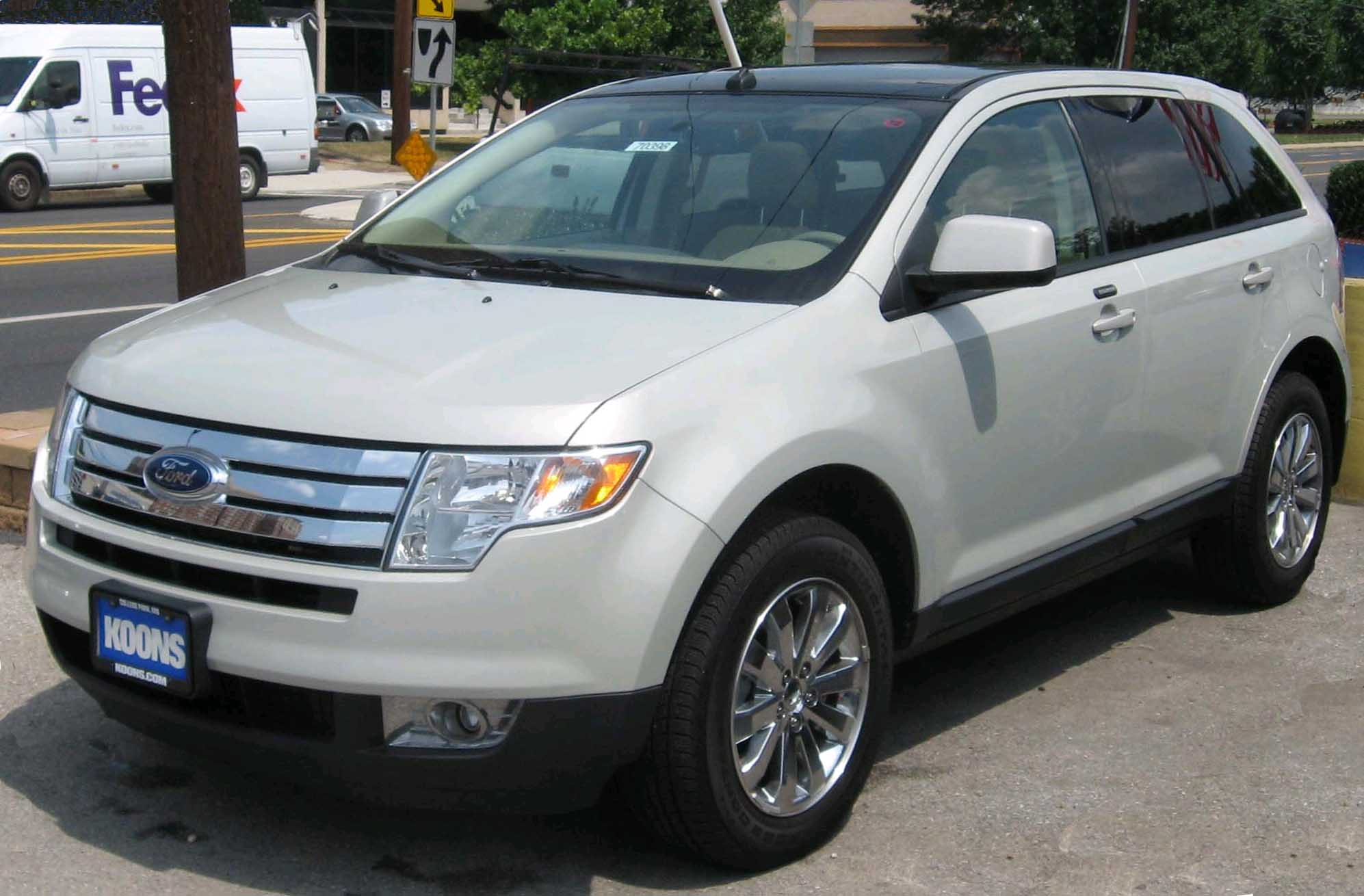
Ford Edge del 2007

La Ford Edge és un mid size CUV premium fabricat per Ford Motor Company a la planta de Oakville (Ontario), Canadà. Va ser presentat al North American International Auto Show del 2006 i va iniciar la seva producció a l'octubre del 2006, comercialitzant-se a partir del 25 de desembre del 2006 com a model 2007. Basat amb la plataforma CD3, que comparteix amb la Mazda CX-9, Ford Fusion, Mercury Milan i Lincoln MKZ. Es comercialitza en 40 països (a part del mercat de Nord-amèrica), entre els quals, Emirats Àrabs Units, Aràbia Saudita, Jordània, Israel i Panamà.
Classificat entre el "Millor SUV de 2 files per a famílies del 2021" per US News.

## Característiques
El Ford Edge 2021 està disponible en dues opcions de motor. Mentre que les versions Edge SE, SEL, ST-Line i Titanium estan equipades amb un motor turbo de quatre cilindres, capaç de produir fins a 250 cavalls de potència, acoblat a una transmissió automàtica de 8 velocitats i tracció davantera (totes les rodes). unitat opcional); l'Edge ST es presenta amb un motor V6 de doble turbocompressor que pot produir fins a 335 cavalls de potència, acoblat a una distribució de potència automàtica de set velocitats i tracció total.